# Liste der Baudenkmäler in Holsterhausen (Essen)
Die Liste der Baudenkmäler in Holsterhausen (Essen) enthält die denkmalgeschützten Bauwerke auf dem Gebiet von Essen-Holsterhausen, Stadtbezirk III, in Nordrhein-Westfalen (Stand: Oktober 2018). Diese Baudenkmäler sind in der Denkmalliste der Stadt Essen eingetragen; Grundlage für die Aufnahme ist das Denkmalschutzgesetz Nordrhein-Westfalen (DSchG NRW).

| Bild                             | Bezeichnung                      | Lage              | Beschreibung                                                                   | Bauzeit                | Eingetragen seit   | Denkmal- nummer |
| -------------------------------- | -------------------------------- | ----------------- | ------------------------------------------------------------------------------ | ---------------------- | ------------------ | --------------- |
| Grabmal Familie Hermann Reintjes | Grabmal Familie Hermann Reintjes | Rühlestraße Karte | Friedhof der katholischen Kirchengemeinde St. Mariä Empfängnis, Grabstätte 414 | Mitte der 1920er Jahre | 17. September 2009 | 953             |